# 黑桥站 (朝鲜)
黑桥站（朝鲜语：／ Hŭkkyo yŏk */?）是位于朝鮮民主主義人民共和國黄海北道黄州郡的一個鐵路車站。1906年隨京義線通車啟用。

## 邻近车站
中和站 - 黑桥站 - 长登站